# Wittenberg (Neukirch)
Wittenberg ist ein Weiler, der zur baden-württembergischen Gemeinde Neukirch im Bodenseekreis gehört.

## Lage
Der Weiler Wittenberg liegt etwa 2,6 Kilometer südwestlich der Neukircher Ortsmitte, auf einer Höhe von 561 m ü. NHN, zwischen den zu Tettnang gehörenden Weilern Steinenbach und Heggelbach im Argental sowie dem zu Neukirch gehörenden Wildpoltsweiler. Im Norden grenzt Wittenberg an das Naturschutzgebiet Kreuzweiher-Langensee.

## Verkehr
Wittenberg ist durch die Linien 104 (Tannau–Amtzell–Bodnegg), 246 (Laimnau–Hiltensweiler) und 7546 (Tettnang–Wiesertsweiler) des Bodensee-Oberschwaben Verkehrsverbunds (bodo) in das öffentliche Nahverkehrsnetz eingebunden.
Durch Wittenberg verlaufen mehrere von der Gemeinde Neukirch ausgewiesene Wanderwege, darunter auch die erste Etappe des Jubiläumswegs Bodenseekreis, die vom Kressbronner Bahnhof bis zur Neukircher Ortsmitte führt.